# سابرينا فيغا
سابرينا فيغا (بالإنجليزية: Sabrina Vega)‏ هي لاعبة جمباز فني أمريكية، ولدت في 24 مايو 1995 في كارمل في الولايات المتحدة.

## وصلات خارجية
- سابرينا فيغا على موقع الاتحاد الدولي للجمباز (biography) (الإنجليزية)
- سابرينا فيغا على موقع الاتحاد الأمريكي للجمباز (الإنجليزية)